# Cerje Nebojse
Cerje Nebojse – wieś w Chorwacji, w żupanii varażdińskiej, w gminie Maruševec. W 2011 roku liczyła 445 mieszkańców.